# Cornelis Johannes van Houten
Cornelius Johannes van Houten, talvolta chiamato anche Kees van Houten (L'Aia, 18 febbraio 1920 – 24 agosto 2002), è stato un astronomo olandese.

## Biografia
Trascorse tutta la sua carriera all'Università di Leida, tranne che per un breve periodo (1954 - 1956) durante il quale lavorò in qualità di assistente ricercatore presso l'osservatorio di Yerkes. Ottenne la laurea nel 1940, ma durante la Seconda guerra mondiale interruppe i suoi studi e ottenne il Ph.D solo nel 1952.
Sposò la collega astronoma Ingrid Groeneveld (da allora Ingrid van Houten-Groeneveld) e insieme si interessarono di asteroidi. Ebbero un figlio, Karel.
Insieme a Tom Gehrels, i coniugi van Houten formarono un gruppo che scoprì diverse migliaia di asteroidi, tra di loro uno si rivelò essere nel 2012 una cometa periodica, la 271P/van Houten-Lemmon. Gehrels osservava il cielo mediante il telescopio da 48 pollici dell'Osservatorio di Monte Palomar e successivamente inviava le lastre fotografiche all'osservatorio di Leida, che le analizzava alla ricerca di nuovi asteroidi.
Van Houten studiò inoltre le velocità radiali di stelle binarie strette. Non cessò di lavorare fino alla morte, pubblicando articoli sugli asteroidi e binarie a eclissi.
Gli è stato dedicato l'asteroide 1673 van Houten.